# Abram Andrew

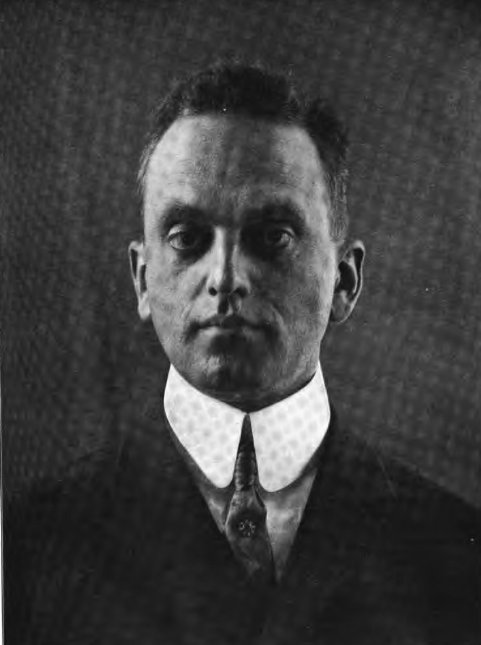
Abram Andrew

Abram Piatt Andrew (* 12. Februar 1873 in LaPorte, LaPorte County, Indiana; † 3. Juni 1936 in Gloucester, Massachusetts) war ein US-amerikanischer Politiker. Zwischen 1921 und 1936 vertrat er den Bundesstaat Massachusetts im US-Repräsentantenhaus.

## Werdegang
Abram Andrew besuchte die öffentlichen Schulen seiner Heimat und in Lawrenceville (New Jersey). Im Jahr 1893 absolvierte er das Princeton College. Zwischen 1893 und 1898 war er an der Harvard Graduate School of Arts and Sciences. Anschließend reiste Andrew nach Europa, wo er an den der Universität Halle, der Universität Berlin und in Paris für jeweils kurze Zeit studierte. Zwischen 1900 und 1909 unterrichtete er Wirtschaftslehre an der Harvard University. Er war zwischen 1908 und 1911 auch Mitherausgeber und Verleger der Veröffentlichungen der National Monetary Commission. In den Jahren 1909 und 1910 leitete er die United States Mint als Direktor. Danach war er bis 1912 stellvertretender US-Finanzminister. Bei Ausbruch des Ersten Weltkrieges in Europa im Jahr 1914 ging er nach Frankreich, um auf französischer Seite am Krieg teilzunehmen. Nach dem amerikanischen Kriegseintritt wechselte er zur United States Army, in der er bis zum Oberstleutnant aufstieg.
Politisch schloss sich Andrew der Republikanischen Partei an. Nach dem Rücktritt des Abgeordneten Willfred W. Lufkin wurde er bei der fälligen Nachwahl für den sechsten Sitz von Massachusetts als dessen Nachfolger in das US-Repräsentantenhaus in Washington, D.C. gewählt, wo er am 27. September 1921 sein neues Mandat antrat. Nach sechs Wiederwahlen konnte er bis zu seinem Tod am 3. Juni 1936  im Kongress verbleiben. Seit 1933 wurden dort die ersten der New-Deal-Gesetze der Bundesregierung unter Präsident Franklin D. Roosevelt verabschiedet. In den Jahren 1924 und 1928 war er Delegierter zu den jeweiligen Republican National Conventions, auf denen Calvin Coolidge und später Herbert Hoover als Präsidentschaftskandidaten nominiert wurden. Seit 1932 war er auch Kuratoriumsmitglied der Princeton University.